# Melin Rivulet
Melin Rivulet is een 11,7 kilometer lange beek in het noordwesten van Tasmanië, Australië. De beek ontspringt op 235 meter hoogte nabij Mawbanna en mondt uit in de Dip River.